# Sinfonía n.º 2 (Elgar)

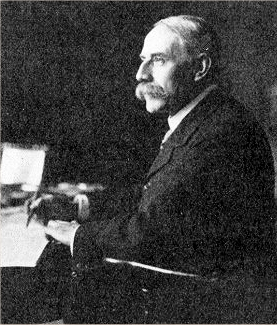
Elgar en 1912.

La Sinfonía n.º 2 en mi bemol mayor, Op. 63 fue compuesta por Edward Elgar entre 1909 y 1911. La obra está dedicada al rey Eduardo VII. Se trata de la segunda de las dos sinfonías completas del maestro inglés, ya que inició la Sinfonía n.º 3 en 1933 pero se vio interrumpida por su muerte en 1934.

## Historia

### Composición
La composición de la obra se desarrolló entre 1909 y el 28 de febrero de 1911. Después de haber cosechado un éxito sin precedentes con su Sinfonía n.º 1, Elgar confiaba por completo en sus dotes sinfónicas y se lanzó a trabajar en su sucesora. Los borradores de parte del material de esta pieza se remontan a 1903 y 1904; pero no lo retomó hasta octubre de 1909. En una carta de octubre de 1903 mencionaba la idea crear una sinfonía en mi bemol mayor que pensaba dedicar a su amigo, el director de orquesta Hans Richter. Dejó de lado este proyecto para dedicarse a crear In the South, su Sinfonía n.º 1 y su Concierto para violín. Ideas rechazadas de esta última obra y esbozos anteriores se unieron al material con el que Elgar trabajó para completar la pieza.
En cuanto a la concepción de esta pieza Charles Sandford Terry, amigo de Elgar, arrojan luz sobre el proceso creativo de Elgar comentando lo siguiente: «En cada movimiento, su forma y, sobre todo, su clímax estaban claramente en la mente de Elgar. De hecho, como me ha dicho a menudo, es el clímax lo que invariablemente establece primero. Pero además hay una gran cantidad de material fluctuante que podría encajar en la obra a medida que se desarrollaba en su mente hasta su culminación, ya que fue creada en el mismo «horno» que las había moldeado a todas. Nada le satisfacía hasta que él mismo y su contexto parecían, como él mismo decía, inevitables.»
La dedicatoria de la pieza fue para el rey de Inglaterra Eduardo VII, que había fallecido el 6 de mayo de 1910 en Londres. La inscripción que figura en la partitura dice lo siguiente:

«Dedicated to the memory of His late Majesty King Edward VII. 

This Symphony, designed early in 1910 to be a loyal tribute, bears its present dedication with the gracious approval of His Majesty the King (George V).»
«Dedicada a la memoria de Su Majestad el Rey Eduardo VII. 

Esta sinfonía, concebida a principios de 1910 como un leal homenaje, lleva su dedicatoria actual con la gentil aprobación de Su Majestad el Rey (Jorge V).»

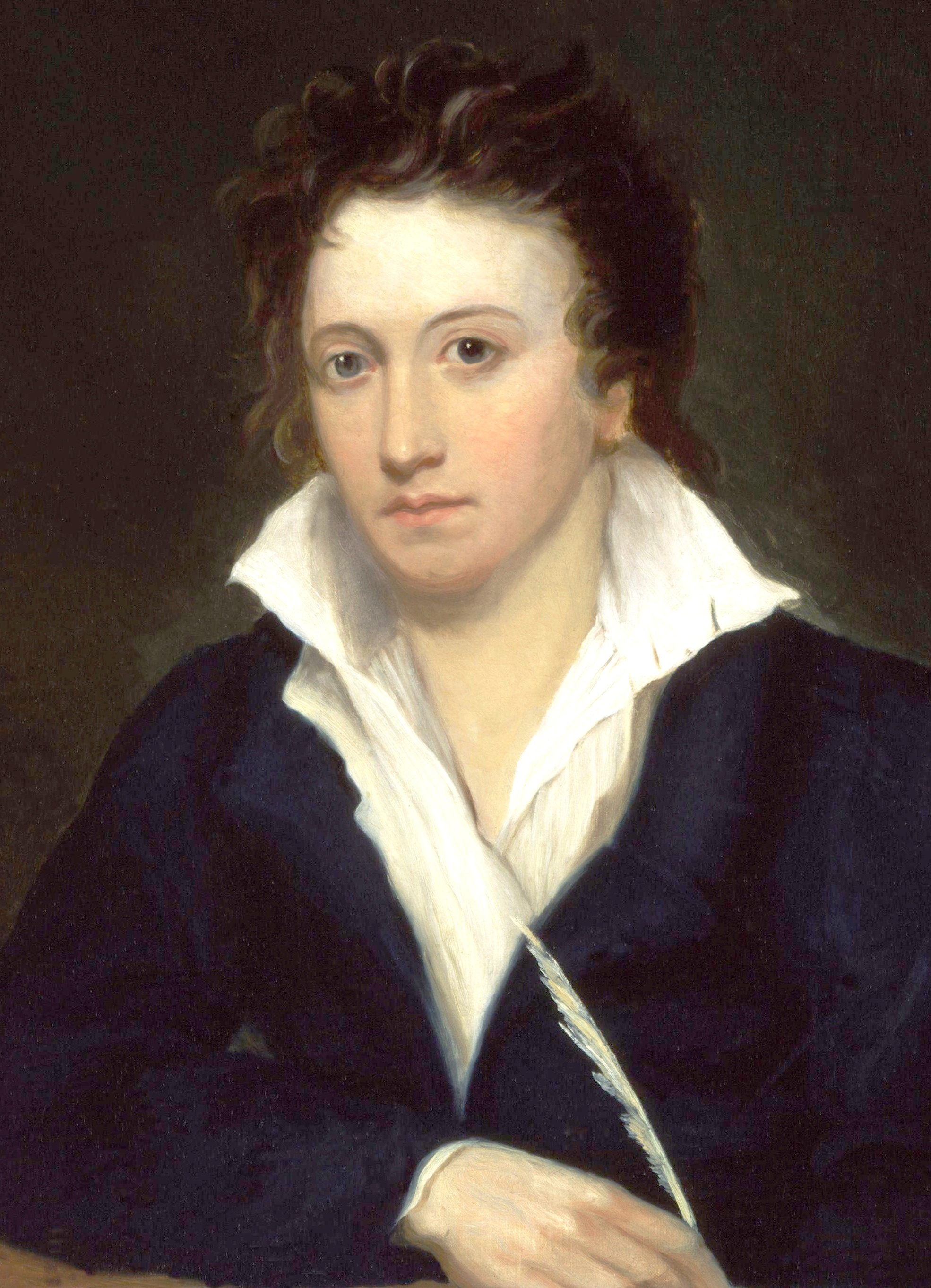
P. B. Shelley (1792-1822), poeta autor de los versos.

Al final de la partitura el maestro añadió los dos primeros versos del poema Invocation de Percy Bysshe Shelley. Sobre este poema le escribió a Ernest Newman: «Mi actitud hacia el poema, o más bien hacia el espíritu del deleite, fue un intento de dar al espíritu reticente una pista (con retrospecciones suficientemente tristes) de lo que nos gustaría tener.»

«Rarely, rarely comest thou, 

Spirit of delight!»
«Rara vez, rara vez, vienes tú, 

Espíritu del deleite»
—Percy Bysshe Shelley, Invocation.

La naturaleza más personal de esta obra queda clara en una carta a su amiga y confidente Alice Stuart-Wortley, en la que Elgar afirma: «He escrito mi alma en el concierto, la Sinfonía n.º 2 y la Oda y tú lo sabes... en estas tres obras me he mostrado a mí mismo.»El maestro, por lo general frívolo incluso con sus creaciones más ambiciosas, habló con el corazón sobre esta pieza. También la denominó «el apasionado peregrinaje del alma».

### Estreno y publicación

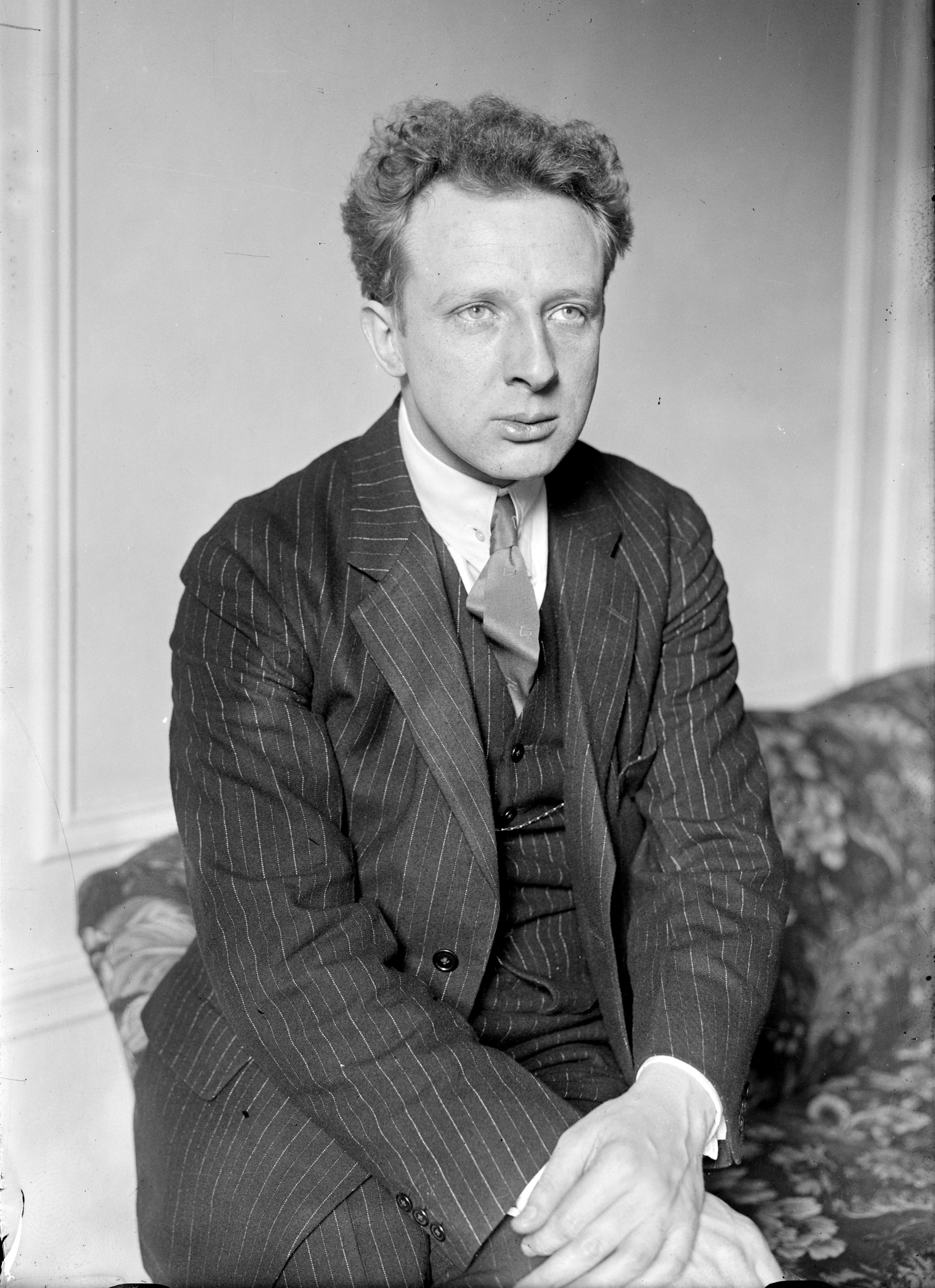
Leopold Stokowski, director del estreno en Estados Unidos.

El estreno se celebró el 24 de mayo de 1911 en el Festival de Londres en el Queen's Hall con la interpretación de la Orquesta del Queen's Hall bajo la batuta del propio compositor. La primera interpretación en Estados Unidos tuvo lugar los días 24 y 25 de noviembre de 1911 en Cincinnati a cargo de la Orquesta Sinfónica de Cincinnati dirigida por Leopold Stokowski.
La primera edición de la pieza fue llevada a cabo en 1911 por la editorial Novello & Co. en Londres.

## Instrumentación
La partitura está escrita para una orquesta formada por:
- Viento madera: 3 flautas (la tercera doblando al flautín), 2 oboes, 1 corno inglés, 1 clarinete piccolo en mi bemol, 2 clarinetes en si bemol, 1 clarinete bajo, 2 fagotes, 1 contrafagot.
- Viento metal: 4 trompas, 3 trompetas, 3 trombones, 1 tuba.
- Percusión: timbales, bombo, caja, platillos, pandereta.
- Cuerda: 2 arpas y una sección de cuerdas con violines I y II, violas, violonchelos y contrabajos.

Unos cuantos años después de la publicación de la obra, Elgar sugirió al director Adrian Boult el uso de un órgano de registros de 32 pies, o de 64 pies si fuese posible, para reforzar el bajo en dieciséis compases del Finale.

## Estructura y análisis
La sinfonía consta de cuatro movimientos:
- I. Allegro vivace e nobilmente, en mi bemol mayor 12
8
- II. Larghetto, en do menor 4
4
- III. Rondo. Presto, en do mayor 3
8
- IV. Moderato e maestoso, en mi bemol mayor 3
4

La interpretación de esta obra dura aproximadamente 55 minutos. El material temático de la sinfonía, al igual que gran parte de la producción de Elgar, consiste en motivos breves y estrechamente interrelacionados que desarrolla por medio de repeticiones, técnicas secuenciales y sutiles referencias cruzadas. Desde el punto de vista armónico a menudo se roza la ambigüedad tonal. El compositor emplea recursos como el cromatismo y, en el tercer movimiento, una escala de tonos enteros para intensificar la sensación de incertidumbre tonal. Elgar tiende a hacer hincapié en la dicotomía tónica-subdominante en lugar de la dominante más común. Muestras de ello son el segundo tema en fa mayor del Larghetto en do menor, así como el comienzo en la bemol mayor de la recapitulación del movimiento de apertura. La reiteración de un ritmo similar constituye una parte esencial de la espina dorsal estructural, a la manera de Brahms.
A lo largo de la pieza abundan las alusiones musicales a pequeña y gran escala, tanto evidentes como implícitas. Robert Meikle resalta el tratamiento mahleriano del material en el último movimiento, así como las similitudes con Un réquiem alemán de Brahms. Asimismo se observan semejanzas con determinados aspectos de la Sinfonía n.º 3 de Brahms, en particular el retorno cíclico del material temático y la sutil textura con la que concluyen ambas. El motivo de los primeros violines en la marca de ensayo o (m.e.) 1 del primer movimiento, que reaparece en el Rondó y en el Finale, recuerda al tema llamado "Juicio" de Elgar procedente de El sueño de Geronte y del Dies irae. Un acorde invertido figura en la conclusión de la obra. Allen Gimbel ilustra muchos posibles vínculos entre esta sinfonía y Los maestros cantores de Núremberg de Wagner, una ópera que Elgar admiraba profundamente. En concreto, Gimbel señala la semejanza del motivo de los tres últimos pulsos del segundo compás del movimiento inicial y el "Abgesang" de la Canción del premio de Walther en Los maestros cantores, vinculando así las tribulaciones del héroe con el deseo de Elgar de afirmar su independencia artística.

### I.Allegro vivace e nobilmente
El primer movimiento, Allegro vivace e nobilmente, está escrito en la tonalidad de mi bemol mayor, en compás de 12/8 y responde a la forma sonata. 
La exposición se abre con el tema principal, conocido como "Spirit of Delight" o "espíritu del deleite", en tónica y sin fanfarria alguna. El compositor seleccionó los citados versos de Shelley, «Rara vez, rara vez vienes tú, espíritu del deleite», y plasmó la esencia de ese pensamiento en esta melodía recurrente que servirá de unificador cíclico a lo largo de toda la sinfonía. Tras ocho compases se percibe un enérgico vaivén, generado por un conjunto de temas breves, vivos y variados que se despliegan como un caleidoscopio. Se expone un sujeto de dos compases, seguido de otros dos sujetos de dos compases. Un pequeño pasaje puente conduce al segundo tema, una melodía melancólica entonada por las cuerdas de carácter tan misterioso e inquietante como un alma perdida. Se constituye a partir de la repetición de un sujeto de dos compases mediante una secuencia que va del pianissimo al fortissimo. Su significado se revelará más adelante. Elgar insistía en que la primera entrada del segundo grupo temático se tocara religiosamente en pianissimo sin sacrificar la expresión dictada. En la marca de ensayo 11 suena una melodía de violonchelo lenta y suave, con carácter de canción. Las violas ejecutan una sutil figura de acompañamiento consistente en una negra que asciende diatónica y cromáticamente hasta una corchea. Esta figura parece sin relevancia; pero más tarde se convierte en una parte fundamental del episodio heroico (m.e. 20), intercalada con un toque de trompeta que irrumpe de manera triunfal. La manipulación de estos breves motivos sirve de base a la composición del maestro. La brevedad de este material temático no deja exhausto al oyente, ya que Elgar los enlaza relacionándolos estrechamente, lo que da lugar a un largo y fluido desarrollo.
El desarrollo (m.e. 24) empieza con una melodía construida con inquietantes escalas diatónicas y cromáticas, que es bastante ambigua. Culmina con la aparición de lo que el compositor llamó el motivo "ghost" o "fantasma" en los violines. Una melodía más nítida y asentada surge más tarde en los violonchelos, dominando esta sección hasta que se transforma en lo que parece un superdesarrollo. La orquestación se densifica rápidamente y se llena de acentos puntualizadores, además de seis compases con saltos descendentes hacia el tema principal, iniciando así la transición de vuelta al material primigenio. Este puente contiene una pausa tras el primer compás (m.e. 42) que permite al público recuperar el aliento antes de sumergirse en la siguiente sección.
La recapitulación sigue el esquema clásico y revive la atmósfera alegre. Le sigue una escueta coda (m.e. 61) que se inicia con una breve sección calmada antes de arrancar la música con una oleada de emoción y concluir con un final virtuosístico. y en ella se desgrana alegremente el tema recurrente.

### II.Larghetto
El segundo movimiento, Larghetto, está en do menor y en compás de 4/4. El movimiento lento supone un enorme contraste con el Allegro previo. En esto sigue la tradición de la Sinfonía n.º 3 "Eroica" de Beethoven y la Sinfonía n.º 7 de Bruckner. Es un estudio del luto digno, una marcha fúnebre. Se ha popularizado la creencia de que es una elegía al dedicatario de la pieza, Eduardo VII, tras cuya muerte fue escrito. Pero Michael Kennedy, entre otros, cree que también es una expresión más personal del dolor de Elgar que había perdido a sus amigos íntimos August Johannes Jaeger y Alfred Edward Rodewald mientras trabajaba en esta composición. Estructuralmente responde a una forma sonata sin desarrollo y se caracteriza por su manipulación de las expectativas modales. Se abre con una introducción de siete compases que expresa un doliente lamento con suaves acordes en las cuerdas. Estos acordes se agrupan en un patrón de compases 3+3+1 que contrasta con el patrón 4+4 de la marcha fúnebre del tema principal. A partir del compás 8 se sugiere el ritmo de marcha mediante acordes palpitantes en los pulsos segundo y cuarto del compás en el acompañamiento de cuerdas y timbales bajo la melodía grave de maderas y metales. Busca consuelo en temas contrastantes, entre los que destaca un tema al estilo de Tristán que parece un intento desesperado de alcanzar una ilusoria alegría. Un inesperado brote de emoción se escucha justo antes del cierre de la sección de la marcha en el compás 70, seguido de un pasaje transitorio que presenta un motivo de "suspiro" en las maderas. Esta transición modula al segundo tema en fa menor, que arranca con un episodio lírico pero tenue de las cuerdas en el 71. Luego, como si Elgar hubiera perdido su sentido de la moderación, oímos un aumento de la dinámica, un incremento del tempo y una partitura más imaginativa que conduce a un triunfante clímax en fa mayor en los metales, marcado "Nobilmente e semplice" (m.e. 76). El clímax se desvanece en una fantasmagórica transformación del tema del "espíritu del deleite". La figura del "suspiro" reaparece en el área temática final (m.e. 78), como si recordara un dolor anterior, fundiéndose lentamente en la recapitulación del tema de la marcha (m.e. 79).
El tema principal se escucha ahora frente a un nuevo contratema en el oboe, parecido a un lamento solista del que Elgar, dirigiendo, dijo:

«Quiero que imaginen una gran multitud de gente silenciosa, viendo la muerte de un amado soberano. Las cuerdas, debéis tocar esas figuras vuestras de semicorcheas como el suspiro de una inmensa multitud... El oboe, quiero que toques tu lamento con total libertad, con toda la expresión que puedas conseguir en él... Debe sonar como si perteneciera a algún lugar exterior.»

El segundo tema (m.e. 81) de carácter lírico, suena sin transición esta vez en mi mayor, el tono del tema "Espíritu del deleite". Se sigue la forma sonata convencional hasta la coda, tres compases después de la m.e. 88, un extenso acorde de dominante que se resuelve en un cálido y lúgubre retorno al do menor (m.e. 89). Entonces una alusión a la introducción es interrumpida por un inesperado crescendo en los trombones y las cuerdas, rápidamente silenciado cuando llega la conclusión con un diminuendo a pianississimo (ppp).

### III.Rondo. Presto
El tercer movimiento, Rondo. Presto, está en do mayor y en compás de 3/8. Es el movimiento más breve. Aunque Elgar lo etiquetó como rondó, no se ciñe en absoluto al prototipo típico de esta forma. Robert Meikle analizó la estructura en función de diversas formas: dos rondós diferentes (el primero ABACABA, el segundo ABACADABACA), un scherzo y un trío, así como una forma sonata. El carácter por momentos es mercurial, gitano o juguetón, para intentar aliviar la tensión. Empieza con un tema en do mayor que deriva del motivo de apertura de la sinfonía. Con un ritmo recurrente de dos semicorcheas y un carácter ágil, se alterna entre las cuerdas y las maderas en rápidas unidades sucesivas, con una sensación de inquietud rítmica a través de patrones de acompañamiento y hemiolas. El arrollador segundo tema (m.e. 93) en do menor, similar en contorno y ritmo al motivo inicial mencionado antes. Marcado fortissimo y sonoramente en las cuerdas, a veces se complementa con maderas y trompas, y está puntuado por acentos a contratiempo en los metales y timbales. Este tema se repite en piano en los primeros violines con solos intercalados de las maderas. El material inicial vuelve fragmentado, atravesando una serie de secuencias armónicas y desembocando en la entrada del tercer tema (m.e. 100), que mantiene los aspectos arrolladores de la sección en do menor con la fuerza rítmica añadida de la apertura. A continuación, se retoma el material temático inicial. 

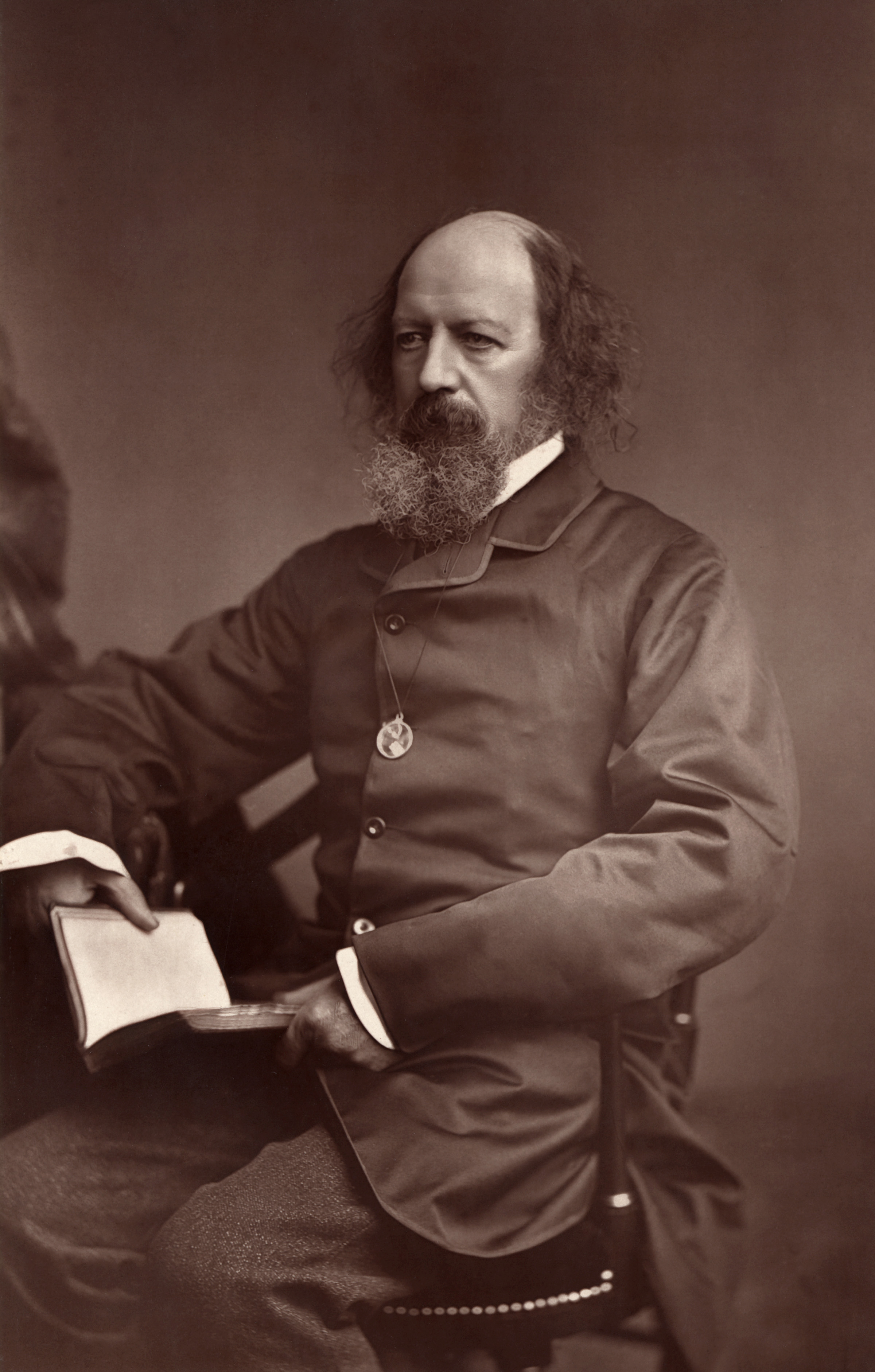
Alfred Tennyson.

Suena un tema pastoral (m.e. 106) en las maderas, oscilando entre un motivo de cuerda relacionado con el tema en do menor y el material de apertura. En esta sección los timbales presagian sutilmente la lucha que se avecina mediante un patrón de corcheas repetidas que se toca suavemente de fondo. Esta acción se empieza a intensificar (m.e. 118), con el retorno del motivo "fantasma" y el martilleo de corcheas en timbales, metales, maderas agudas y pandereta. Es un momento sorprendente, un estallido violento en medio de una relativa serenidad; Elgar declaró que representaba "la locura que acompaña al exceso o al abuso de la pasión", y lo vinculó a una sección de un poema de Alfred Tennyson relacionado con la experiencia de un cadáver en su tumba ("...los cascos de los caballos golpean, golpean mi cuero cabelludo y mi cerebro..."). Este clímax aterrador y palpitante también fue descrito por Elgar como el latido en la cabeza durante una fiebre. El episodio pasa aparentemente desapercibido, desvaneciéndose antes de la recapitulación del material anterior, que concluye con una triunfante cadencia en do mayor.

### IV.Moderato e maestoso
El cuarto y último movimiento, Moderato e maestoso, retoma la tonalidad inicial y el compás es 3/4. El Finale es diferente a cualquier otro de la literatura sinfónica. Adopta la forma sonata tradicional. La exposición arranca con un tema principal sutil y pausado en tónica. Cada compás tiene el mismo patrón rítmico y el último tiempo de cada compás termina con un salto descendente de quinta perfecta. Un agresivo tema de transición (m.e. 139) conduce, a través de secuencias, a un clímax grandioso. El segundo tema (m.e. 142) pasa a la dominante de si bemol mayor y está marcado Nobilmente al igual que la sección culminante del Larghetto. El desarrollo (m.e. 145) es en gran parte un fugato beligerante basado en el tema de transición previo. Modula muy poco, centrándose en re mayor y si menor, requiere un virtuosismo orquestal extremo y presenta una orquestación muy compleja. El clímax de la sección (m.e. 149) llega cuando los metales y la percusión tocan un compás que evoca el tema principal y la trompeta mantiene un si agudo que resuena en toda la orquesta. La partitura exige un si que dure sólo un compás, pero en una ocasión el trompetista Ernest Hall mantuvo la nota dos compases enteros. El compositor quedó tan encantado que desde entonces es tradición mantener el si durante los dos compases. Al final del desarrollo aparece un nuevo material melódico lírico, una exótica melodía celta con platillo apagado. Luego hay un retorno del tema principal y a una modulación de vuelta a mi bemol mayor. 
La recapitulación (m.e. 157) repasa sucesivamente los mismos temas y establece firmemente la tónica. La coda (m.e. 167), marcada più tranquillo, vuelve a poner el tema principal en los violonchelos. Reaparece por última vez el tema del "espíritu del deleite", que ahora se escucha en las maderas a un tempo más lento (m.e. 168). Está aumentado y orquestado de forma brillante para un punto final de lo más bello, sereno y conmovedor.

## Recepción de la obra
Tras el tremendo éxito de la Sinfonía n.º 1, Elgar esperaba reacciones positivas y el público ansiaba que se repitiera el sentimiento grandilocuente y reconfortante de aquella pieza. Pero en el estreno la sala no se llenó por completo y respondió con tibios aplausos. Puede que el movimiento lento tocara la fibra sensible de una población que aún lloraba la muerte de un monarca popular, pero el largo ocaso del Finale resultó inquietante para un público que habría preferido una conclusión de afirmación y optimismo. La tibia acogida puede deberse a que la conclusión calmada de la sinfonía no suscitó en el público una efusiva muestra de aprecio, sino una más contemplativa. Otras explicaciones para el aparente desinterés podrían ser la interpretación de El sueño de Geronte y el Concierto para violín a principios de esa misma semana, la presencia de otros dos estrenos de compositores-directores en el programa o bien los altos precios de las entradas. También pudo influir el contraste emocional entre una audiencia entusiasmada por la coronación de un nuevo rey y una sinfonía sombría en memoria del rey fallecido.
Elgar, decepcionado, le comentó al director Henry Wood al salir del escenario: «Henry, no les gusta, no les gusta». Poco después se quejó a W. H. Reed diciendo: «¡Se sentaron allí como cerdos disecados!». El maestro inglés estaba "abatido" y entró en "uno de sus periodos de desesperación".
Las críticas de esa primera actuación, sin embargo, fueron en general positivas:
- Daily Mail le dedicó una calurosa crítica, afirmando que «la sinfonía fue recibida con una calidez sin vacilaciones y de lo más cordial».[19]
- The Times calificó la obra como "mucho mejor que la primera", señalando que el segundo y cuarto movimientos, en particular, "alcanzan el nivel más alto del compositor".[20] También mencionó la acogida del público "con mucho favor, aunque con algo menos de entusiasmo del habitual".[20]
- The Daily Telegraph elogió el "mayor dominio de Elgar, no solo de la forma sinfónica, sino del contenido expresado dentro de sus límites (...) hay alturas aquí que ni siquiera el propio Elgar había tocado antes, pero dudamos de que el público general lo comprenda de inmediato".[17]

Con las siguientes interpretaciones en las críticas hubo opiniones encontradas:
- The Manchester Guardian tras una nueva actuación el 23 de noviembre de 1911 dirigida por Elgar y la Orquesta Hallé declaró: "El encanto original de Elgar y su capacidad de sorprendernos con maravillas han disminuido más que aumentado, a medida que su destreza técnica y su sutileza en las variaciones fantásticas han crecido... apenas podemos decir que la obra contiene alguna melodía en el pleno sentido de la palabra. Tampoco podemos decir con confianza que supere del todo la impresión de frialdad y dureza".
- El estreno estadounidense dirigido por Stokowski no fue bien recibido.
- The Times, a través de su corresponsal estadounidense, comentó sobre una interpretación en Nueva York el 16 de diciembre de 1911: "Uno no puede escuchar incluso la más elocuente súplica durante casi una hora sin fatiga, y esa fue la primera impresión que esta música dejó: una persistente seriedad incansable... no solo no hay concesiones a lo sensualmente placentero, sino que se presta poca atención a la necesidad psicológica de contraste o alivio. Es un devoto exhortando a una congregación que se supone también devota".[21]

La ejecución del 16 de marzo de 1920 por Adrian Boult con la Sinfónica de Londres fue recibida con "entusiasmo frenético", lo que llevó a Elgar a declarar: "Siento que mi reputación en el futuro está segura en tus manos".
Tras un concierto en marzo de 1924 The Times remarcó sobre el segundo movimiento: "uno se pregunta si alguna vez se ha escrito una música funeraria más noble o hermosa que esta, que se despliega como un vasto tapiz ricamente tejido con hilos púrpura y carmesí".
La sinfonía tardó en ganar aceptación, no siendo interpretada por segunda vez por la Orquesta Hallé, por lo general muy favorable a la música de Elgar, hasta 1926. La Royal Philharmonic Society tocó la obra en 1916 y no volvió a interpretarla hasta siete años después. Tras la Primera Guerra Mundial, comenzó a ocupar su lugar en el repertorio. El tiempo ha sido más amable con la obra, que ahora se considera un epílogo conmovedor de una época de inocencia.

## Discografía selecta
La primera grabación completa de la sinfonía se hizo en 1927 bajo la dirección del compositor en el sello His Master's Voice, del grupo EMI. Esta grabación fue publicada originalmente en discos fonográficos de 78 rpm., se reeditó posteriormente en LP y más tarde en CD. No se realizaron más grabaciones hasta dieciocho años después, en 1944, con Adrian Boult y la Sinfónica de la BBC. Desde entonces se han llevado a cabo más de veinticuatro nuevas grabaciones.
El programa radiofónico Building a Library de BBC Radio 3 ha emitido reseñas comparativas de las grabaciones disponibles de la sinfonía en tres ocasiones desde la década de 1980. The Penguin Guide to Recorded Classical Music, en su edición de 2008, contiene tres páginas con reseñas de grabaciones de la obra. Las grabaciones más recomendadas tanto por la BBC como por The Penguin Guide son la de Solti con la Filarmónica de Londres para Decca en 1975, acompañada de la Sinfonía n.º 1, y la de Vernon Handley con la misma orquesta para EMI en 1981.
| Año  | Dirección          | Orquesta                               | Discográfica                   |
| ---- | ------------------ | -------------------------------------- | ------------------------------ |
| 1924 | Edward Elgar       | Orquesta del Royal Albert Hall         | HMV                            |
| 1927 | Edward Elgar       | Orquesta Sinfónica de Londres          | EMI                            |
| 1944 | Adrian Boult       | Orquesta Sinfónica de la BBC           | EMI                            |
| 1954 | John Barbirolli    | Orquesta Hallé de Mánchester           | EMI                            |
| 1956 | Adrian Boult       | Orquesta Filarmónica de Londres        | Nixa                           |
| 1963 | Adrian Boult       | Royal Scottish National Orchestra      | Waverley                       |
| 1964 | Malcolm Sargent    | Orquesta Sinfónica de la BBC           | BBC (en vivo)                  |
| 1964 | John Barbirolli    | Orquesta Hallé de Mánchester           | EMI                            |
| 1964 | John Barbirolli    | Orquesta Sinfónica de Boston           | Music & Arts (en vivo)         |
| 1968 | Adrian Boult       | Orquesta Filarmónica de Londres        | Lyrita                         |
| 1972 | Georg Solti        | Orquesta Filarmónica de Londres        | Decca                          |
| 1973 | Daniel Barenboim   | Orquesta Filarmónica de Londres        | CBS                            |
| 1976 | Adrian Boult       | Orquesta Filarmónica de Londres        | EMI                            |
| 1977 | Alexander Gibson   | Royal Scottish National Orchestra      | RCA                            |
| 1979 | James Loughran     | Orquesta Hallé de Mánchester           | Enigma                         |
| 1979 | Yevgueni Svetlánov | Orquesta Sinfónica de la USSR          | EMI (en vivo)                  |
| 1980 | Vernon Handley     | Orquesta Filarmónica de Londres        | EMI (CFP)                      |
| 1984 | Bernard Haitink    | Orquesta Philharmonia                  | EMI                            |
| 1986 | Bryden Thomson     | Orquesta Filarmónica de Londres        | Chandos                        |
| 1989 | Giuseppe Sinopoli  | Orquesta Philharmonia                  | DG                             |
| 1989 | Leonard Slatkin    | Orquesta Philharmonia                  | RCA                            |
| 1991 | Yehudi Menuhin     | Royal Philharmonic Orchestra           | Virgin                         |
| 1991 | Jeffrey Tate       | Orquesta Sinfónica de Londres          | EMI                            |
| 1992 | Andrew Davis       | Orquesta Sinfónica de la BBC           | Teldec                         |
| 1993 | André Previn       | Orquesta Sinfónica de Londres          | Philips                        |
| 1994 | Edward Downes      | Orquesta Filarmónica de la BBC         | Naxos                          |
| 1994 | Charles Mackerras  | Royal Philharmonic Orchestra           | Decca                          |
| 2001 | Colin Davis        | Orquesta Sinfónica de Londres          | LSO Live (en vivo)             |
| 2003 | Mark Elder         | Orquesta Hallé de Mánchester           | Hallé                          |
| 2005 | Richard Hickox     | BBC National Orchestra of Wales        | Chandos                        |
| 2007 | Andrew Davis       | Orquesta Philharmonia                  | Signum (en vivo)               |
| 2008 | Vladímir Ashkenazi | Orquesta Sinfónica de Sídney           | Exton (en vivo)                |
| 2009 | Kirill Petrenko    | Orquesta Filarmónica de Berlín         | Digital Concert Hall (en vivo) |
| 2013 | Sakari Oramo       | Real Orquesta Filarmónica de Estocolmo | BIS                            |
| 2014 | Daniel Barenboim   | Orquesta Estatal de Berlín             | Decca (en vivo)                |
| 2017 | Vasily Petrenko    | Real Orquesta Filarmónica de Liverpool | Onyx                           |
| 2018 | Edward Gardner     | Orquesta Sinfónica de la BBC           | Chandos                        |